# Liggande kvinna

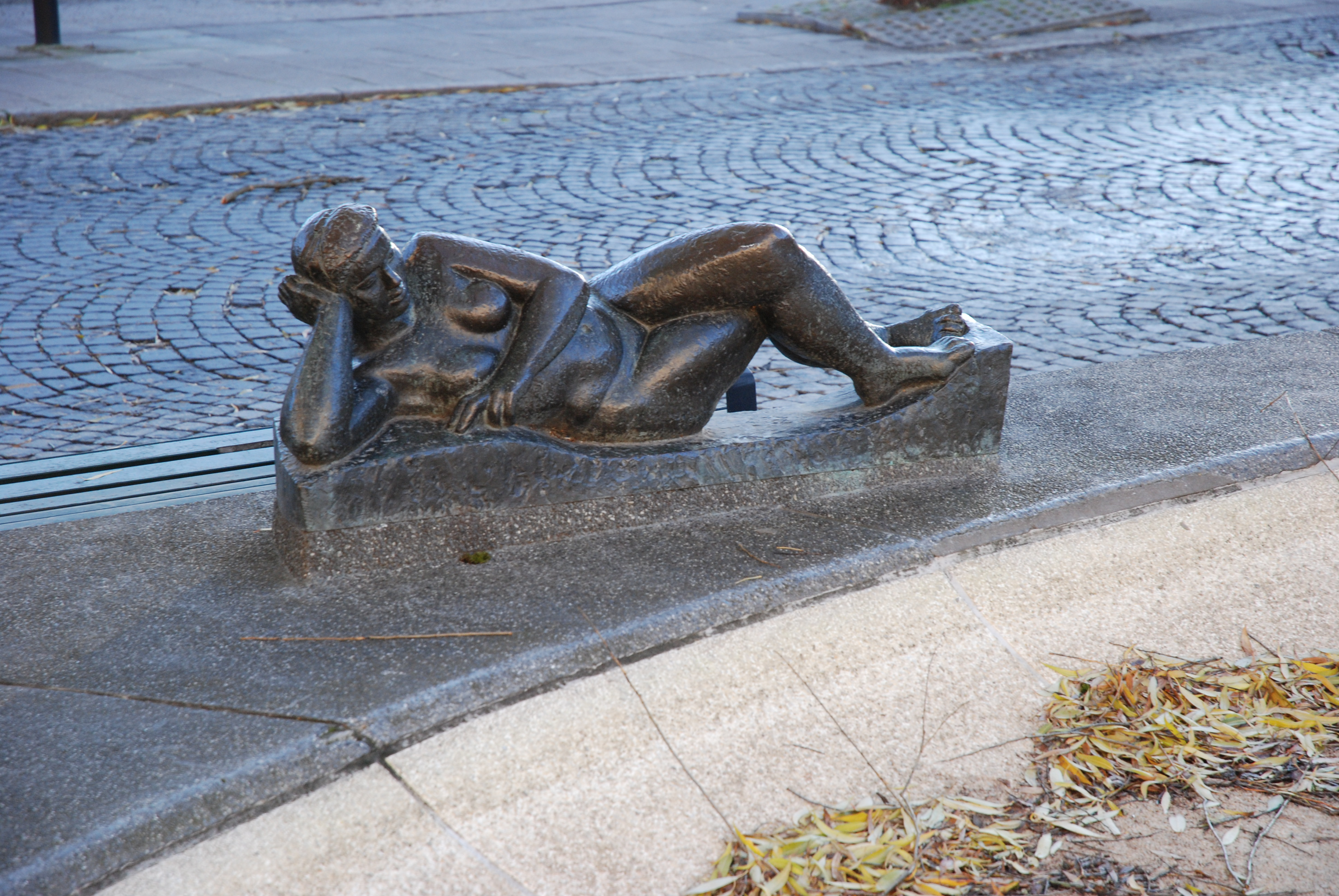
Liggande kvinna.

Liggande kvinna är en 95 centimeter lång fontänskulptur i brons av Eric Grate, föreställande en kvinnokropp. Den uppställdes 1955 på torget i Västertorp i Stockholm.
Granitskulpturen Gudinna vid hyperboreiskt hav i Gävle är en något senare skulptur av Eric Grate på samma tema.